# Tournée de l'équipe des Lions britanniques de rugby à XV en 1891
Navigation
1888 1896
La tournée de l'équipe des Lions britanniques (British Isles) de 1891 se tient en Afrique du Sud de juillet à septembre 1891. C'est la deuxième tournée à l'étranger des Lions britannique ; la première en Afrique du Sud. Ils disputent un total de 20 matchs, dont trois tests contre l'équipe nationale sud-africaine de rugby à XV. Les « îles britanniques » ont non seulement remporté les trois matches de test, mais également les 17 matchs contre les provinces. Bien que la tournée ne porte pas ce nom à cette époque, elle est reconnue rétrospectivement comme une tournée des Lions britanniques.
Cette tournée marque la première sortie internationale d'une équipe assimilée à l'Afrique du Sud.

## Liste des matchs
Liste complète des matchs disputés par les Lions britanniques en Afrique du Sud (surlignés, les matchs contre l'Afrique du Sud qui ont valeur de test),:
| Ordre | Date        | Opposant                       | Ville               | Stade                   | Score |
| ----- | ----------- | ------------------------------ | ------------------- | ----------------------- | ----- |
| 1     | 9 juillet   | Cape Town                      | Le Cap              |                         | 15–1  |
| 2     | 11 juillet  | Western Province               | Le Cap              |                         | 6–0   |
| 3     | 13 juillet  | Cape Colony                    | Le Cap              |                         | 14–0  |
| 4     | 18 juillet  | Kimberley                      | Kimberley           |                         | 7–0   |
| 5     | 20 juillet  | Griqualand West Griquas        | Kimberley           |                         | 3–0   |
| 6     | 25 juillet  | Port Elizabeth                 | Port Elizabeth      |                         | 22–0  |
| 7     | 28 juillet  | Eastern Province               | Port Elizabeth      |                         | 21–0  |
| 8     | 30 juillet  | Afrique du Sud                 | Port Elizabeth      | Crusaders Ground        | 4–0   |
| 9     | 1er août    | Grahamstown                    | Grahamstown         |                         | 9–0   |
| 10    | 4 août      | King William's Town            | King William's Town |                         | 18–0  |
| 11    | 6 août      | King William's Town & District | King William's Town |                         | 16–0  |
| 12    | 11 août     | Pietermaritzburg               | Pietermaritzburg    |                         | 25–0  |
| 13    | 15 août     | Transvaal                      | Johannesbourg       |                         | 22–0  |
| 14    | 19 août     | Johannesburg                   | Johannesbourg       |                         | 15–0  |
| 15    | 22 août     | Transvaal                      | Johannesbourg       |                         | 9–0   |
| 16    | 26 août     | Cape Colony                    | Kimberley           |                         | 4–0   |
| 17    | 29 août     | Afrique du Sud                 | Kimberley           | Eclectic Cricket Ground | 3–0   |
| 18    | 3 septembre | Cape Colony                    | Le Cap              |                         | 7–0   |
| 19    | 5 septembre | Afrique du Sud                 | Le Cap              | Newlands Stadium        | 4–0   |
| 20    | 7 septembre | Stellenbosch                   | Stellenbosch        |                         | 2–0   |

Bilan
- Victoires : 20-0
- Tests : 3-0
- Différence de points : 226-1